# Elatostema urvilleanum
Elatostema urvilleanum là loài thực vật có hoa trong họ Tầm ma. Loài này được Brongn. mô tả khoa học đầu tiên năm 1834.